# Gamagóri (Aiči)
Gamagóri (japonsky 蒲郡市, Gamagóri-ši) je město v japonské prefektuře Aiči. K 1. říjnu 2019 mělo město 80 063 obyvatel a 32 800 domácností. Ve městě se nachází univerzita.

## Geografie
Nachází se v zátoce Mikawa na jihovýchodě prefektury Aiči.
Klima je mírné. Průměrná roční teplota činí 16,3 °C. Ročně napadne 1 631,2 mm srážek, přičemž nejdeštivějším měsícem je září. Teploty jsou nejvyšší v srpnu, kolem 27 °C, nejnižší v lednu, kolem 5, °C.

### Obyvatelstvo
zdroj: 
| Rok  | Počet obyvatel | ± %     |
| ---- | -------------- | ------- |
| 1950 | 63,923         | —       |
| 1960 | 75,723         | +18,5 % |
| 1970 | 82,868         | +9,4 %  |
| 1980 | 85,295         | +2,9 %  |
| 1990 | 84,819         | −0,6 %  |
| 2000 | 82,108         | −3,2 %  |
| 2010 | 82,222         | +0,1 %  |

### Sousední obce
Gamagóri sousedí s těmito obcemi:
- Kóta
- Nišio
- Okazaki
- Tojokawa